# Penstemon cardwellii
Penstemon cardwellii är en grobladsväxtart som beskrevs av Howell. Penstemon cardwellii ingår i släktet penstemoner, och familjen grobladsväxter. Inga underarter finns listade i Catalogue of Life.

## Bildgalleri

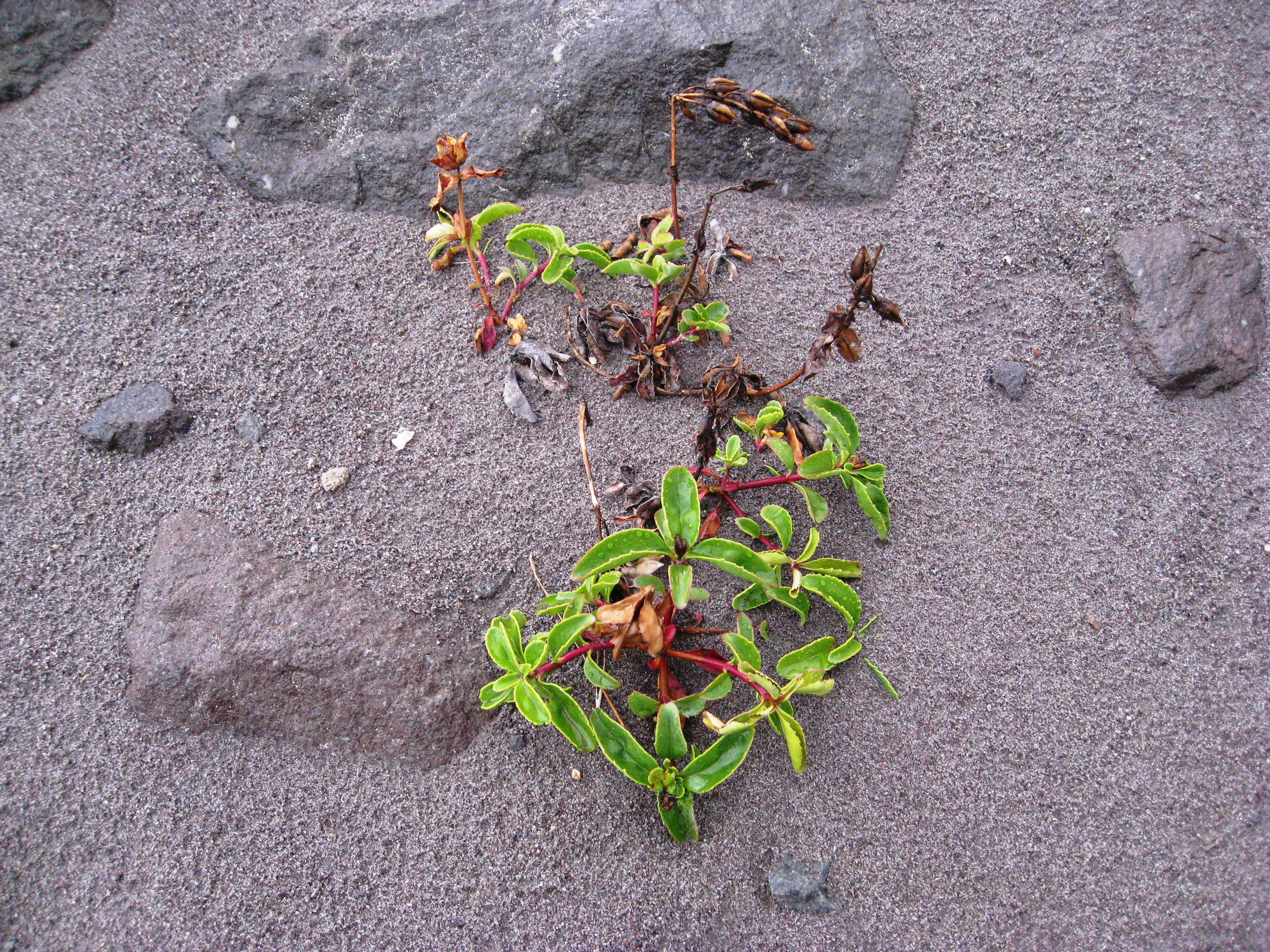